# Panzertruppenschule I (Wehrmacht)
Die Panzertruppenschule I war eine Militärschule der Wehrmacht. Die Panzertruppenschule bestand aus taktischen und technischen Lehrgängen und besaß eine Panzer-Lehr-Abteilung.
Neben der Panzertruppenschule I bestand die Panzertruppenschule II, der ehemaligen Kavallerieschule, in Krampnitz.

## Geschichte
Am 7. Oktober 1936 wurde in Wünsdorf die Kraftfahrkampftruppenschule aufgestellt, welche am 1. Oktober 1937 in Panzertruppenschule umbenannt wurde. 1941 wurde hieraus die Panzertruppenschule (Schule für Schnelle Truppen).
Die Panzertruppenschule I wurde im April 1943 in Bergen-Belsen (Wehrkreis XI) aus der Panzertruppenschule (Schule für Schnelle Truppen) (Wünsdorf) aufgestellt. Im gleichen Jahr existierte eine zugeordnete Schießschule der Panzertruppen (Wehrkreis X) in Putlos.
Am 1. Februar 1944 wurde eine neue Lehrtruppe aus sieben Kompanien aus der Panzer-Ersatz- und Ausbildungs-Abteilung 204 (Schwetzingen) im Lager Fallingbostel eingerichtet. Am 1. März 1944 wurde aus der Panzertruppenschule I Bergen die Panzertruppenschule Bergen. Später im Jahr wurde die Panzertruppenschule II aus Krampnitz mit der Schule vereint.
Vom 26. September 1943 bis 15. September 1944 war Oberst Oskar Munzel Kommandeur der Schule.